# Индијанола (Небраска)
Индијанола (енгл. Indianola) град је у америчкој савезној држави Небраска.

## Демографија
По попису из 2010. године број становника је 584, што је 58 (-9,0%) становника мање него 2000. године.
| Група             | 2000.       | 2010.       |
| Белци             | 622 (96,9%) | 567 (97,1%) |
| Афроамериканци    | 0 (0,0%)    | 0 (0,0%)    |
| Азијати           | 3 (0,5%)    | 1 (0,2%)    |
| Хиспаноамериканци | 9 (1,4%)    | 9 (1,5%)    |
| Укупно            | 642         | 584         |